# Беффруа Тилта
Беффруа Тилта — беффруа в бельгийском городе Тилт, венчает бывшее здание городского совета. Вместе с другими бельгийскими и французскими) беффруа она внесена в список всемирного наследия ЮНЕСКО под номером ID 943—022.

## История
В первый раз беффруа была возведена на центральной площади в 1275 году. После нескольких разрушений и перестроек в 1558-1560 было возведено сохранившееся сегодня ренессансное сооружение. 2 июня 1603 года в башне после долгих месяцев пыток скончалась Таннеке Сконинкс, родившаяся около 1560 года состоятельная женщина. Таннеке, мать четверых детей, отвергла ухаживания пристава, который отомстил ей обвинением в ведовстве, приведшему к тюремному заключению и смерти. Часть имущества Таннеке перешла к приставу.
С 1773 года в беффруа находится карильон с тридцать шестью колоколами работы знаменитого мастера Йориса Дюмери (1715-1787).
В XIX веке галереи беффруа украсили гербы влиятельных родов Тилта.

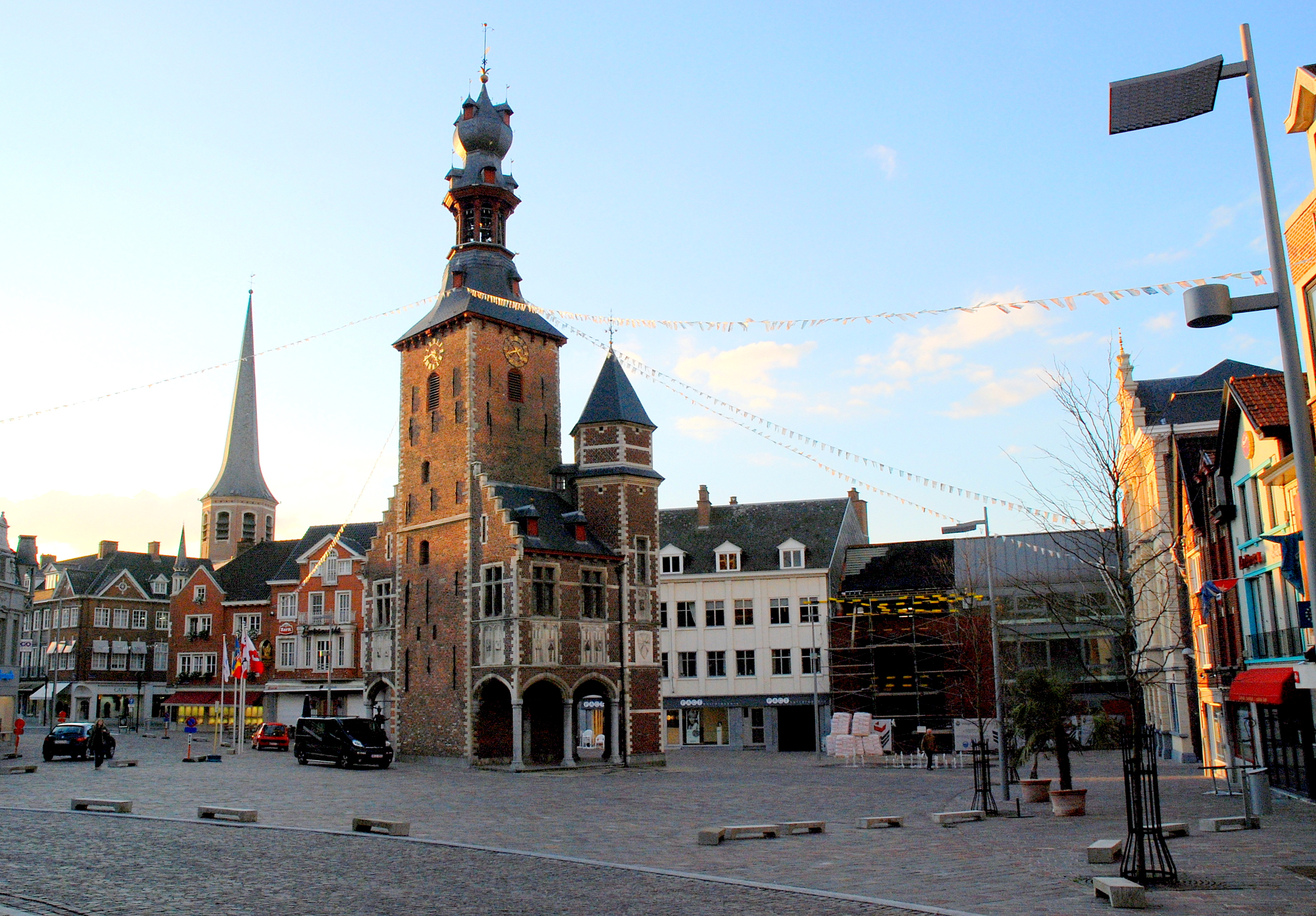
Бывшее здание городского совета

## Беффруа сегодня
На первом этаже находится музей, насчитывающий 78 огромных полиэстровых голов политиков послевоенной Европы. С января 2008 года беффруа находится на реставрации.